# 葉甫蓋尼·鮑爾
葉甫蓋尼·鮑爾（俄语：Евгений Францевич Бауэр，1865年—1917年6月22日）是一位俄羅斯無聲電影導演、戲劇藝術家和編劇，他的作品對20世紀初俄羅斯電影攝影美學產生了巨大影響。
1913年至1917年間，鮑爾拍攝了70多部電影，其中26部存留下來。他已經使用與攝影大師相關的相對較長的連續鏡頭和位移。 《洛杉磯時報》影評人肯尼斯·圖蘭稱鮑爾是「你從未聽說過的最偉大的導演」。喬治·薩杜爾稱他為「電影史上第一位真正的藝術家」。

## 外部連結
- 葉甫蓋尼·鮑爾在互联网电影资料库（IMDb）上的資料（英文）
- Short biography
- YouTube上的"Daydreams" - 1915 - by Yevgeni Bauer
- http://www.davidbordwell.net/blog/category/directors-bauer/